# Billy Bush

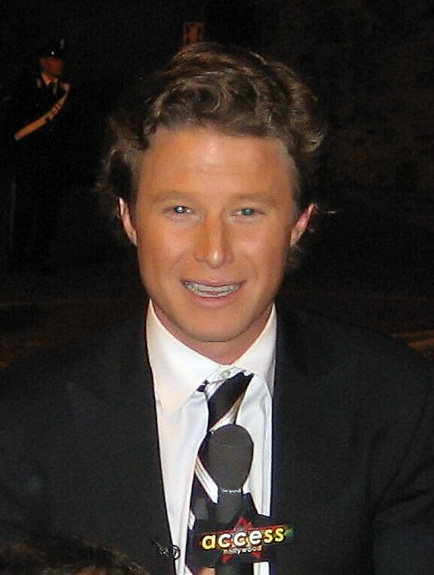
Billy Bush (2006)

William Hall „Billy“ Bush (* 13. Oktober 1971 in New York City) ist ein US-amerikanischer Fernseh- und Hörfunkmoderator. Er ist als Cousin des ehemaligen US-Präsidenten George W. Bush Teil des Bush-Familienclans.

## Leben
Bush ist Sohn des Unternehmers Jonathan Bush. Er besuchte eine anglikanische Privatschule in Middletown (Rhode Island) und schloss 1994 sein Studium der Politikwissenschaft am privaten Colby College in Waterville (Maine) als Bachelor of Arts ab. Anschließend arbeitete er als Sprecher bei regionalen Hörfunksendern in New Hampshire und Washington, D.C. Von 2001 an wurde er als Korrespondent und Moderator in verschiedenen Sendungen der NBC eingesetzt. Seit 2004 ist er Anchorman der USA-weit empfangbaren fünfmal wöchentlich ausgestrahlten Infotainment-Sendung Access Hollywood. Für die NBC berichtete Bush als Reporter von den Olympischen Sommerspielen 2004, Olympischen Winterspielen 2006 und Olympischen Sommerspielen 2008.
Fünfmal moderierte Billy Bush für die NBC jeweils gemeinsam mit einer Kollegin die Endausscheidung der Wahl zur Miss Universe: 2003 und 2004 mit Daisy Fuentes, 2005 mit Nancy O’Dell und 2009 mit Claudia Jordan. In denselben Jahren moderierte er mit denselben Kolleginnen (außer 2009 mit Nadine Velazquez statt Claudia Jordan) auch die Endausscheidungen zur Wahl der Miss USA. In der Filmkomödie Die Frauen von Stepford (2004) hatte er einen Cameo-Auftritt als Moderator einer fiktiven Spielshow. Als im Januar 2008 wegen des Streiks der Writers Guild of America die Fernsehshow zur Verleihung der Golden Globe Awards 2008 ausfiel, gab Billy Bush zusammen mit Nancy O’Dell die Pressekonferenz zur Bekanntgabe der Gewinner. Im April 2008 moderierte Bush in Vertretung von Meredith Vieira fünf Folgen von Who Wants to Be a Millionaire? Seit 2008 ist er Gastgeber der Hörfunk-Talkshow The Billy Bush Show, die vom Network Westwood One produziert und montags bis freitags USA-weit ausgestrahlt wird. 2010 hatte er einen Cameo-Auftritt in der Filmkomödie Männertrip (Originaltitel: Get Him to the Greek). Ebenfalls 2010 gab er sein Schauspieldebüt in einer Nebenrolle im Spielfilm Reine Fellsache – Jetzt wird's haarig (Furry Vengeance).
Im März 2024 nahm Bush als Sir Lion an der elften Staffel der US-amerikanischen Version von The Masked Singer teil, in der er den 13. Platz belegte.

## Trump-Mitschnitt
Im Zusammenhang mit dem US-Präsidentschaftswahlkampf 2016 erlangte Billy Bush im Oktober 2016 nationale Aufmerksamkeit, als ein mitgeschnittenes Audioband von einem Gespräch mit ihm und Präsidentschaftskandidat Donald Trump von 2005 veröffentlicht wurde. In der Aufnahme prahlt Trump gegenüber Bush in vulgärer Ausdrucksweise mit Erfahrungen bei sexuellen Übergriffen auf Frauen und auch Bush benutzte nicht gesellschaftsfähige Worte. Eine der Frauen, über die Trump in abfälliger Weise sprach, war Bushs ehemalige Kollegin Nancy O’Dell. Billy Bush ließ kurz nach Veröffentlichung der Aufnahmen über NBC Universal eine Entschuldigung verbreiten, in der er unter anderem bedauert, „mitgespielt“ zu haben. Am 9. Oktober 2016 erklärte NBC, dass Bush wegen seiner Wortwahl und der Rolle, die er bei dem Gespräch mit Trump gespielt habe, von der Moderation der Today Show auf unbestimmte Zeit suspendiert sei. Einige Tage später wurde er endgültig entlassen. In einem Interview Mitte Oktober 2016 beschuldigte Trumps Ehefrau Melania Billy Bush, ihren Ehemann zu den unanständigen Äußerungen über Frauen angestachelt zu haben.

## Privatleben
Billy Bush ist seit 1998 verheiratet. Mit seiner Ehefrau und den gemeinsamen drei Töchtern lebt er mit Hauptwohnsitz in Los Angeles. Billy Bush ist ein Cousin von Ex-Präsident George W. Bush und Ex-Gouverneur Jeb Bush.